# Solid Edge
Solid Edge est un logiciel de conception assistée par ordinateur 2D et 3D fonctionnant sous Windows et édité par Siemens PLM Software ,. 
Intergraph (en) a publié ce logiciel pour la première fois en 1996 qui fonctionnait avec le moteur de rendu ACIS. Le logiciel a été acheté par UGS Corp en 1998,(devenu Siemens PLM Software en 2007), qui a fait évoluer le moteur (Parasolid). dont il est détenteur et a incorporé l'innovante Technologie Synchrone. Cette technologie permet de concevoir encore plus rapidement et librement même sans avoir un arbre de construction. Solid Edge permet d'ouvrir et de modifier comme dans un document natif tous types de fichiers provenant des différentes CAO du marché.